# Furfurol
A furfurol (vagy furánaldehid) egy szerves vegyület, heterociklusos aldehid. Összegképlete C5H4O2. Furángyűrűt tartalmaz.  Színtelen, kellemes szagú folyadék. Mezőgazdasági hulladékok kénsavas hidrolízisekor keletkezik. Levegő hatására autooxidáció miatt megsárgul. Vízben rosszul, de alkoholban és éterben jól oldódik. Telítetlen szénhidrogénekben sokkal jobban oldódik, mint telítettekben, ezért ezek elválasztására használható. Ezt a tulajdonságát például a kőolajiparban értékesítik.

## Története
Először Döbereiner észlelte 1832-ben, hogy a keményítő kénsavas közegben  történő oxidációjakor nemcsak hangyasav, hanem mellette egy nála magasabb forráspontú, olajszerű folyadék is képződik. Később a búzaliszt, a fűrészpor és a korpa híg kénsavas főzésekor is ugyanilyen olaj képződését figyelték meg. A vegyület furfurol neve a korpa latin nevéből ered (furfur).

## Kémiai tulajdonságai
A furfurol kémiai tulajdonságai a benzaldehidére emlékeztetnek. Levegővel érintkezve megsárgul, ez a benzaldehidéhez hasonló autooxidációs folyamat. A reakciót fémnyomok katalizálják. Lényeges különbség viszont, hogy a benzaldehid autooxidációjakor csak benzoesav képződik, a furfurol autooxidációjakor a furán-2-karbonsav csak kis mennyiségben keletkezik, a fő termékek a hangyasav és a β-formil-akrilsav, illetve az utóbbi polimer származékai.
A furfurol híg lúgos oldatban fém-oxidok (például réz(I)-oxid vagy ezüst-oxid) jelenlétében a levegő oxigénje hatására könnyen furán-2-karbonsavvá oxidálódik. Katalizátor jelenlétében végzett hidrogénezése során a reakciókörülményektől függően furufrilalkohollá vagy tetrahidro-furfurilalkohollá alakul. Az aromás aldehidekhez hasonlóan erős lúgok hatására Cannizzaro-reakcióba lép. Ekkor két molekula furfurol egy molekula furfurilalkohollá és egy molekula furán-2-karbonsavvá, illetve annak sójává alakul. Dekarbonilezésekor furán keletkezik, ez a furán egy fontos előállítási módja. Aromás vegyület, ezért aromás elektrofil szubsztitúciókra hajlamos. A szubsztitúció mindig 5-ös helyzetben következik be és könnyebben lejátszódik, mint a benzaldehid esetében. A furfurol formilcsoportja elektronszívó hatású, ezért a furfurol enoléter jellege gyengébb, mint a furáné, kevésbé érzékeny a savakra.

## Előállítása
A furfurol mezőgazdasági termékekből állítható elő szervetlen savakkal, például kénsavval. Ezek a mezőgazdasági hulladéktermékek növényi poliszacharidokat, pentozánokat tartalmaz. A furfurol az ezek hidrolízisekor keletkező pentózok több lépéses dehidratációjakor keletkezik. Furfurol előállítására a mezőgazdasági hulladékok közül a kukoricacsutka, a rizs– és zabpelyva és a gyapotmaghéj alkalmas.

## Felhasználása
A furfurol jobban oldódik telítetlen szénhidrogénekben, mint telítettekben, ezért a kőolajiparban a telített és a telítetlen szénhidrogének elválasztására használják. A furfurolt, illetve a hidrogénezésekor keletkező furfurilalkoholt műanyagok gyártására is felhasználják.